# 李伯瑤
李伯瑤（612年—672年或649年—711年，又作李伯苗，字昆宗，唐代將領，開國名將衛國公李靖之孫，京兆三原人（今陝西三原東北）。封輔勝將軍，卒於咸享三年三月，賜諡武惠，明代封為「輔信王公」「五輔將軍」之一。

## 事蹟
開漳輔勝將軍武侯公碑記：因中郎將陳政出鎮衛，死藍雷之賊，總章元年仲春，朔書到京師，皇弟開之衛國公（李靖）府曰：「今授爾劍印為軍師，直抵泉潮，調將士救難臣。運籌決勝，字型賞戳。」伯瑤恭敬領聖旨。遂用江浦為左衛，盧震為右突，以助中郎將之計，引其來侵，生擒藍雷二賊，其三十六寨相繼而平，公乃利中郎將，為京奏捷。遂作孽娘子峒餌剎襲職中郎將先鋒，馬仁赴難而死，前功幾於墜盡，是夜二月之望，伯瑤公仰觀天象，牛女失度，二星隕于東南之墟，知有大難，連夜奔回，然事如此難救矣！遂遣人特書京兆，令十三子遂請允命隨征，迨重九至，共商除滅，俯察地理，用反間計，使之鑿鵝頭山，然後死戰力攻，遂平娘子峒連及諸寨，盡復漳江地。
唐命參軍-啟漳州安七邑報國功推第一
時西元六七O年總章三年（咸享元年）端午，大賞軍士，以皇帝斬其叛將妖及賊主謀余道，其餘孽赦免眾謝若崩厥角。著令第五子歸功。
帝封為輔勝將武惠侯，坐鎮漳江地方，生共享江山，死則厥祀。十三子隨征，俱有汗馬之勞，長當襲職，概封為防禦國練侯，分守閩中邵縣，各兼庶秩，以防百蠻。上元元年（六七四年）葬于北山（漳浦城北）之麓。后得妙應黃公之來，擇于北溪渡水而東，遷葬在虎形山，號曰：喬木世家。其諸公子因北而星處者，各展其所長以盡厥職。儀鳳元年（西元六七六年）夏季之晦曰，眾蠻和從來侵，襲爵將軍以兵禦，令都統等分兵大戰勝蠻，蠻主皆降，稱臣納貢，誓不敢背。唐儀鳳三年（六七八年）七月，班師閩中，上太平書賀天子之福。皇帝曰：爾卿等纘城之功也，各宜陛賞廊廟羽為儀僧其物彩，是一大統與輿圖，有衛國工蟻開其始，而諸元孫及克大其者，亦有諸元孫以奠其繼斯我公處，繼往開來之家道，所始所燕為無憂者其惟文王乎，是天之厚其所報也。而衛國公乃愈錫其光也。為此公之所以豪傑而名世也，故曰天定之矣。
明封輔信-興楊廟起三庄救民蹟著無雙
光化元年（西元八九四年）漳入請紀功勒石，節度侯題奏皇帝允之命詞。以臣韓愈為記而贈之。
《福建通志》唐宦績篇記載：李伯瑤（征閩中郎將），嘗任開漳聖王陳元光之參軍，因其佐政有功，賜號「輔信」。爾後，隨開漳聖王征討南蠻諸寨時，以驕兵之計，智擒賊酋，平三十六寨，遂奏封「司馬」。又嘗鑿斷鵝頭山，平娘子峒諸寨，戰功彪炳，卒諡「定遠將軍」，宋紹興二十年，追封「殿前檢點威武輔勝上將軍」，明洪武帝敕封「輔信王公」，漳人專由祀之，虔敬非常。

## 供奉地點

### 主祀
基隆市
真輔宮(大甲彌勒團分團)主祀從竹圍福海宮迎回的輔信王公分靈，地址：基隆市中山區通仁街107巷65號
台北市
- 佛讚寺，當地俗稱王公廳（輔信宮）。原址：台北市大安區信義路3段99巷15號。2017年7月，跟師大附中只有一巷之隔右後方的王公廳發生火災，百年街廓聚落和廟埕幾乎付之一炬，最終神尊被請至桃園，原址待重建完成前，暫成了一個空殼。

新北市
- 湖底向福宮，地址：新北市中和區民利街47巷2弄2號。
- 鶯歌王公廟，地址：新北市鶯歌區尖山埔路185巷6號。

桃園市
- 竹圍福海宮，建於1853年（清咸豐三年），主祀從福建迎回的輔信王公「金身」。原地址：桃園市大園區竹圍里6鄰65號。但因為航空城計劃，已於2024年4月16日搬遷至蘆竹區的海湖福安府臨時紅壇，隨著桃園航空城計畫已進入實質開發施工階段，福海宮未來也將配合航空城規劃，遷至埔心 (桃園市大園區)「前空軍桃園基地設施群」，持續成為航空城守護神，並護佑在地的信眾。
- 海湖福安府，主祀從竹圍福海宮迎回的輔信王公分靈，地址：桃園市蘆竹區濱海路一段445號。
- 桃園鎮海宮，建於1924年（日治大正十三年），由竹圍福海宮分靈而來，地址：330桃園市桃園區寶慶路366號。
- 八德保順宮馬舍公廟，地址：桃園市八德區興豐路1725號。

南投縣
- 草屯永和宮，明鄭時期鄭成功征台時，由漳州人士隨身攜帶輔信將軍之香火來台，1738年（清 乾隆三年）建廟，地址：南投縣草屯鎮中原里4鄰中和路57之1號。
- 草屯鎮平宮，由草屯永和宮分靈而來，地址：南投縣草屯鎮新豐里2鄰防汎路28號。

雲林縣
- 斗南隴西宮，昔日稱為「李祖廟」，首建完成於1853年孟春（清咸豐三年正月），地址：雲林縣斗南鎮田頭里後庄路156之1號 。

屏東縣
- 林邊竹隆宮，建於1729年（清雍正七年）阮信祖奉李府將軍金身至林邊竹仔腳墾居，地址：屏東縣林邊鄉竹林村中興路26號 。